# Java verziótörténet
A Java nyelv számos változáson ment keresztül a JDK 1.0 kiadása óta. Számos osztály és csomag került hozzáadásra a sztenderd könyvtárakhoz. A J2SE 1.4 óta a Java nyelv evolúcióját a Java Community Process (JCP) irányítja, amely Java Specification Requests (JSR-eket) használ a Java platform-on a különböző bővítések és változások javaslatainak kidolgozásához. A nyelvet Java Language Specification (Java nyelvi specifikáció – JLS) rögzíti, a változásokat a JLS-en a JSR 901 keresztül menedzselik.

## JDK Alpha és Beta
1995-ben adták ki. Az Alpha és Beta Java nyilvános kiadásainak meglehetősen instabil API-jai és ABIjai voltak. A hozzá kiadott böngészőt WebRunner-nek hívták.

## JDK 1.0
1996. január 23-án adták ki Oak kódneven. Ez volt az első kiadás a Sun-tól.
Az első stabil verzió a JDK 1.0.2. volt, amit Java 1-nek hívtak.

## JDK 1.1
1997. február 19-én adták ki. Főbb bővítések a következők voltak:
- az AWT esemény modelljének átfogó átdolgozása
- beágyazott osztályokat hozzáadták a nyelvhez
- JavaBeans
- JDBC
- RMI
- reflection, ami csak a betekintést támogatta, a módosítás futás időben nem volt lehetséges.
- JIT fordító a Microsoft Windows platformokon, melyet a Symantec készített a JavaSoft-nak

## J2SE 1.2
1998. december 8-án adták ki Playground (játszótér) kódnéven.
Ez és az ezt követő kiadásokat egészen a J2SE 5.0-ig átnevezték visszamenőlegesen Java 2-re. Ezután "J2SE" verziónevet (Java 2 Platform, Standard Edition) használták JDK helyett, hogy megkülönböztethető legyen a J2EE (Java 2 Platform, Enterprise Edition)-től és J2ME (Java 2 Platform, Micro Edition)-től. Ezzel a nagyon jelentős Java kiadással a Java platform megháromszorozta a méretét: 1520 osztály lett 59 csomagban. Főbb bővítései a következők voltak:
- strictfp kulcsszó bevezetése
- a Swing grafikus API hozzáadása és integrálásása a központi osztálykönyvtárba
- Sun JVM-et először egészítették ki JIT compiler-re
- Java plug-in
- Java IDL, egy IDL implementáció a CORBA-bával való együttműködéshez
- Java Collections Keretrendszer

## J2SE 1.3
2000. május 8-án adták ki Kestrel kódnéven.
A legfontosabb változások a következők voltak:
- HotSpot JVM hozzáadása (a HotSpot JVM volt az első kiadás 1999 áprilisában a J2SE 1.2 JVM-hez)
- RMI-t módosították, hogy opcionális támogatást nyújtson a CORBA-val való kompatibilitáshoz
- Java Naming and Directory Interface (JNDI) hozzáadása a belső könyvtárakhoz (korábban is elérhető volt kiterjesztésként)
- Java Platform Debugger Architecture (JPDA)
- JavaSound
- Synthetic proxy osztályok

## J2SE 1.4
2002. február 6-án adták ki Merlin kódnéven.
Ez volt az első Java platform kiadás, melyet a Java Community Process keretében fejlesztettek ki (JSR 59). Főbb változások a következők voltak:
Nyelvi változások
- assert kulcsszó (A JSR 41-ben specifikálták.)

Könyvtárak továbbfejlesztése
- reguláris kifejezések – a Perl reguláris kifejezések szolgáltak modellként
- kivétel láncolás – lehetővé teszi egy kivétel számára, hogy becsomagolja az eredeti alsóbb szintű kivételt
- IPv6 támogatás
- nem blokkoló IO (NIO) (Új Input/Output) (A JSR 51-ban specifikálták.)
- naplózási API (A JSR 47-ben specifikálták.)
- image I/O API olyan formátumú képek írásához és olvasásához mint pl. JPEG és PNG
- beépített XML értelmező (parser) és XSLT feldolgozó (JAXP) (A JSR 5-ben és a JSR 63-ban specifikálták.)
- integrált biztonsági és kódolási kiterjesztések (JCE, JSSE, JAAS)
- Java Web Start beemelése (Java Web Start-ot először 2001 márciusában adták ki a J2SE 1.3-hoz) (A JSR 56-ban specifikálták.)
- Preferences API (java.util.prefs)

Az 1.4-es verzióhoz a támogatás és biztonsági frissítések egészen 2008 októberéig voltak elérhetők.

## J2SE 5.0
2004. szeptember 30-án adták ki Tiger kódnéven.
Eredetileg 1.5-ös száma volt, amelyet még mindig használnak belső verziószámként.
Ezt a verziót a JSR 176 keretein belül fejlesztették ki.
J2SE 5.0 2008. április 8-án elérkezett a nyilvános frissítések végének periódusához, és a frissítések a továbbiakban már nem elérhetők 2009. november 3-adika óta. Az Oracle ügyfelei számára azonban frissítések továbbra is elérhetők 2014 májusáig.
A Tiger számos jelentős új nyelvi szintű újdonságot hozott:
- Generikus típusok Java-ban: fordítás idejű (statikus) típus biztosságot nyújt a collection-ökhoz és szükségtelenné tette a legtöbb típuscast-olást (típus konverzió).(Specifikálva a JSR 14-ban.)
- Metaadatok: annotációknak is hívják; lehetővé teszi a nyelvi konstrukciók (osztályok és metódusok) címkézését, melyek feldolgozhatók metaadatot kezelni képes segédprogramok segítségével. (Specifikálva a JSR 175-ben.)
- Autoboxing/unboxing (automatikus típus konverzió): Automatikus konverziók a primitív típusok (pl. int) és primitív csomagoló osztályok között (mint pl. Integer). (Specifikálva a JSR 201-ben.)
- Enumeration-ök: Az enum kulcsszó segítségével képezhető típusbiztos rendezett értéklista (pl. Day.MONDAY, Day.TUESDAY, stb.) Előzőleg ezt csak nem típusbiztos konstans integerekkel vagy kézzel készített osztályok segítségével (típusbiztos enum tervezési mintával) lehetett megoldani. (Specifikálva a JSR 201-ben.)
- Változó számú paraméter metódusban(Varargs): A metódus legutolsó paraméterét mostantól lehet úgy deklarálni, hogy a típus neve és utána három pont (pl. void drawtext(String... lines)). A hívó kódban az adott típus bármilyen számosságban használható, mivel ezek egy tömbbe lesznek elhelyezve, és úgy lesznek átadva a metódusnak vagy alternatív módon a hívó kód is átadhatja az adott típus egy tömbjét.
- Bővített for each ciklus: A for ciklus szintaxisát kibővítették egy speciális szintaxissal, hogy képes legyen végigmenni egy tömbnek vagy bármely Iterable típusnak minden tagján, mint pl. amilyenek a sztenderd Collection osztályok. (Specifikálva a JSR 201-ben.)
- Kijavították az előzőleg sérült Java memóriamodell szemantikáját, amely definiálja a szálak memórián keresztüli kölcsönhatásba lépését.
- Statikus importok

A sztenderd könyvtárak is fejlődésen mentek keresztül:
- Automatikus csonk generálás az RMI az objektumokhoz.
- Swing: Új szkinezhető synth nevű look and feel.
- Új konkurencia kezelés a java.util.concurrent csomag alatt.[14]
- Scanner osztályok adat parse-oláshoz számos input stream és buffer esetén.

Java 5 volt az utolsó Java kiadás, amely hivatalosan is támogatta a Microsoft Windows 9x vonalat (Windows 95, Windows 98, Windows ME), míg a Windows Vista volt a legújabb Windows verzió, amely J2SE 5-t támogatta, mielőtt a Java 5 elérte az életciklusa végét 2009 októberében.
Az Apple Mac OS X 10.5 (Leopard)-ra a Java 5 van telepítve alapértelmezett Java verzióként. A Java 6-ot is lehet telepíteni és alapértelmezettként használhatónak beállítani a 64 bites (Core 2 Duo és későbbiek) processzorral ellátott gépeken. A Java 6 szintén támogatott a 32 bites Mac OS X 10.6 (Snow Leopard) gépeken.

## Java SE 6
2006. december 11-én adták ki Mustang kódnéven. Ettől a verziótól kezdve a Sun "J2SE" helyett a Java SE-t kezdte el használni és a verziószámból kihagyta a ".0"-t, ám a fejlesztőknek továbbra is a belső sorszámozás szerinti verziószámmal, az 1.6.0-tal szerepeltette. Ezt a verziót a JSR 270 alatt fejlesztették ki.
A fejlesztési fázisban az új kiadások kiegészítéseket és javításokat is egyaránt tartalmaztak, kibocsájtásuk nagyjából hetente történt. A béta verzió kiadása 2006 júniusában történt meg, majd 2006. december 11-ei végső verzió megjelenésével zárult a tesztelési folyamat.
Fő változások ebben a verzióban:
- Megszüntették a régebbi Win9x-es verziók támogatását, nem hivatalosan az Java 6 Update 7 volt a Java utolsó kiadása, amely bizonyíthatóan működött ezeken a Windows verziókon.[forrás?] Hivatalosan az Update 10-zel zárult a támogatás.
- Scriptnyelvek támogatása (JSR 223): általános API a script nyelvek szoros integrációjához, és beépített Mozilla JavaScript Rhino integráció
- Drasztikus teljesítmény növekedés az alap platformon[21][22] és a Swing-ben is.
- Továbbfejlesztett webszolgáltatás támogatás a JAX-WS-n keresztül (JSR 224)
- JDBC 4.0 támogatás (JSR 221).
- Java Compiler API (JSR 199): Java programok számára a megfelelő fordító programból való kiválasztását és meghívását lehetővé tevő API.
- JAXB frissítése 2.0-ra: beleértve a StAX parser integrációját is.
- Pluggable annotatáció támogatás (JSR 269)[23]
- Sok GUI továbbfejlesztés, mint pl. SwingWorker integrációja az API-ban, tábla rendezés és szűrés, és valódi Swing dupla pufferelés (szürke területek hatás megszüntetése)
- JVM továbbfejlesztések, azaz: szinkronizáció és fordítóprogram hatékonyság optimalizációk, új algoritmusok és frissítések a létező szemétgyűjtési algoritmusokon és hatékonyság javítás alkalmazásindításkor.[24]

A Java 6 elérte a támogatott életciklusának végét 2013 februárjában, amikor is minden frissítést beleértve a biztonsági frissítéseket is terv szerint leállitanak. Oracle kiadott még biztonsági sebezhetőségre vonatkozó frissítést 2013 márciusában.

### Java 6 frissítések
A Java 6 kiadása után a Sun, majd később az Oracle kiadott számos frissítést, melyek nem változtattak meg semmilyen nyilvános API-t, fokozták a végfelhasználói élményét vagy hibát javítottak ki.
| Kiadás               | Kiadás dátuma | Főbb jellemzők |
| -------------------- | ------------- | --- |
| Java SE 6            | 2006-12-23    | This release adds many enhancements in the fields of Web services, scripting, databases, pluggable annotations, and security, as well as quality, compatibility, and stability. JConsole is now officially supported. Java DB support has been added. |
| Java SE 6 Update 1   | 2007-05-07    | |
| Java SE 6 Update 2   | 2007-07-03    | |
| Java SE 6 Update 3   | 2007-10-03    | |
| Java SE 6 Update 4   | 2008-01-14    | HotSpot VM 10 |
| Java SE 6 Update 5   | 2008-03-05    | Several security flaws were eliminated. New root certificates from AOL, DigiCert, and TrustCenter are now included. |
| Java SE 6 Update 6   | 2008-04-16    | A workaround for the infamous Xlib/XCB locking assertion issue was introduced. A memory leak when using Kerberos authentication with LoginContext was fixed. Several other bugs were fixed. |
| Java SE 6 Update 7   |               | Nem hivatalosan a Java SE 6 Update 7 (1.6.0.7) a Java utolsó verziója, amelyen még feltüntették, hogy képes működni a Win9x operációs rendszer család alatt.[forrás?] |
| Java SE 6 Update 10  | 2008-10-15    | HotSpot VM 11. Főbb változások ebben a frissítésben a következők: - Java Deployment Toolkit, a set of JavaScript functions to ease the deployment of applets and Java Web Start applications. - Java Kernel, a small installer including only the most commonly used JRE classes. Other packages are downloaded when needed. - Enhanced updater. - Enhanced versioning and pack200 support: server-side support is no longer required. - Java Quick Starter, to improve cold start-up time. - Improved performance of Java2D graphics primitives on Windows, using Direct3D and hardware acceleration. - A new Swing look and feel called Nimbus and based on synth. - Next-Generation Java Plug-In: applets now run in a separate process and support many features of Web Start applications. |
| Java SE 6 Update 11  | 2008-12-03    | 13 biztonsági javítás |
| Java SE 6 Update 12  | 2008-12-12    | Nincs biztonsági javítás; 64-bit Java plug-in (for 64-bit web browsers only); Windows Server 2008 support; performance improvements of graphics and JavaFX applications |
| Java SE 6 Update 13  | 2009-03-24    | 7 biztonsági javítás, JNDI tárolás és Java objektumok visszaadás az LDAP kicsi módosítása, JMX változtatás (createMBeanunregisterMBean), 4 új fő tanusítvány hozzáadása |
| Java SE 6 Update 14  | 2009-05-28    | HotSpot VM 14. This release includes extensive performance updates to the JIT compiler, compressed pointers for 64-bit machines, as well as support for the G1 (Garbage First) low-pause garbage collector. The -XX:+DoEscapeAnalysis option directs the HotSpot JIT compiler to use escape analysis to determine if local objects can be allocated on the stack instead of the heap. Some developers have noticed an issue introduced in this release which causes debuggers to miss breakpoints seemingly randomly. Sun has a corresponding bug, which is tracking the issue. The workaround applies to the Client and Server VMs. Using the -XX:+UseParallelGC option will prevent the failure. Another workaround is to roll back to update 13, or to upgrade to update 16.                 |
| Java SE 6 Update 15  | 2009-08-04    | Introduced patch-in-place functionality |
| Java SE 6 Update 16  | 2009-08-11    | Fixed the issue introduced in update 14 which caused debuggers to miss breakpoints |
| Java SE 6 Update 17  | 2009-11-04    | Security fixes; two new root certificates |
| Java SE 6 Update 18  | 2010-01-13    | No security fixes; Hotspot VM 16; support for Ubuntu 8.04 LTS Desktop Edition, SLES 11, Windows 7, Red Hat Enterprise Linux 5.3, Firefox 3.6, VisualVM 1.2; updated Java DB; many performance improvements |
| Java SE 6 Update 19  | 2010-03-30    | Security fixes; root certificate changes: seven new, three removed, five replaced with stronger signature algorithms; interim fix for TLS renegotiation attack |
| Java SE 6 Update 20  | 2010-04-15    | 2 security fixes |
| Java SE 6 Update 21  | 2010-07-07    | No security fixes; Hotspot VM 17; support for Red Hat Enterprise Linux 5.4 and 5.5, Oracle Enterprise Linux 4.8, 5.4, 5.5; Google Chrome 4 support; support for Customized Loading Progress Indicators; VisualVM 1.2.2 |
| Java SE 6 Update 22  | 2010-10-12    | 29 security fixes; Sablon:IETF RFC support |
| Java SE 6 Update 23  | 2010-12-08    | No security fixes; Hotspot VM 19; better support for right-to-left languages |
| Java SE 6 Update 24  | 2011-02-15    | 21 security fixes; updated Java DB |
| Java SE 6 Update 25  | 2011-03-21    | No security fixes; Hotspot VM 20; support for Internet Explorer 9, Firefox 4 and Chrome 10; improved BigDecimal; includes "tiered" compilation in the Server VM that enables it to start quickly as does the Client VM, while achieving better peak performance (this feature is enabled by specifying -server and -XX:+TieredCompilation command options) |
| Java SE 6 Update 26  | 2011-06-07    | 17 new security fixes; last version compatible with Windows Vista SP1 |
| Java SE 6 Update 27  | 2011-08-16    | No security fixes; certification for Firefox 5 |
| Java SE 6 Update 29  | 2011-10-18    | 20 security fixes, various bug fixes |
| Java SE 6 Update 30  | 2011-12-12    | No security fixes; fix for SSL regression in Update 29; support for Red Hat Enterprise Linux 6 |
| Java SE 6 Update 31  | 2012-02-14    | 14 security fixes and one bug fix; last version work reliably for Windows 2000 |
| JAVA SE 6 Update 32  | 2012-04-26    | No security fixes, various bug fixes |
| Java SE 6 Update 33  | 2012-06-12    | 14 security fixes, improved VM configuration file loading |
| Java SE 6 Update 34  | 2012-08-14    | No security fixes, various bug fixes |
| Java SE 6 Update 35  | 2012-08-30    | Contains a security-in-depth fix |
| Java SE 6 Update 37  | 2012-10-16    | 30 security fixes |
| Java SE 6 Update 38  | 2012-12-11    | Various bug fixes |
| Java SE 6 Update 39  | 2013-02-01    | 50 security fixes |
| Java SE 6 Update 41  | 2013-02-19    | 5 security fixes |
| Java SE 6 Update 43  | 2013-03-04    | 2 security fixes |
| Java SE 6 Update 45  | 2013-04-16    | 42 security fixes; other changes; final public update. |
| Java SE 6 Update 51  | 2013-06-18    | Not available publicly, only available through the Java SE Support program and in Apple Update for OS X Snow Leopard, Lion & Mountain Lion; up to 40 security fixes |
| Java SE 6 Update 65  | 2013-10-15    | Not available publicly, only available through the Java SE Support program and in Apple Update for OS X Snow Leopard, Lion & Mountain Lion; at least 11 critical security fixes |
| Java SE 6 Update 71  | 2014-01-14    | Not available for public download; 33 fixes |
| Java SE 6 Update 75  | 2014-04-15    | Not available publicly, only available through the Java SE Support program and in Solaris 10's Recommended Patchset Cluster no. #54; 25 security fixes |
| Java SE 6 Update 81  | 2014-07-15    | Not available publicly, only available through the Java SE Support program and in Solaris 10's Recommended Patchset Cluster; 11 security fixes |
| Java SE 6 Update 85  | 2014-10-16    | Not available publicly, only available through the Java SE Support program and in Solaris 10's Recommended Patchset Cluster; 18 security fixes |
| Java SE 6 Update 91  | 2015-01-21    | Linux x64 and Windows i586 versions are available as the Java SE 6 Reference Implementation. Other versions are only available through the Java SE Support program and in Solaris 10's Recommended Patchset Cluster; 15 security fixes |
| Java SE 6 Update 95  | 2015-04-14    | Not available publicly, only available through the Java SE Support program and in Solaris 10's Recommended Patchset Cluster; 14 security fixes |
| Java SE 6 Update 101 | 2015-07-15    | Not available publicly, only available through the Java SE Support program and in Solaris 10's Recommended Patchset Cluster; 18 security fixes Certification for IE 10 and 11 was introduced in 1.6.0_101 |
| Java SE 6 Update 105 | 2015-10-20    | Not available publicly, only available through the Java SE Support program and in Solaris 10's Recommended Patchset Cluster; 17 security fixes |
| Java SE 6 Update 111 | 2016-01-20    | Not available publicly, only available through the Java SE Support program and in Solaris 10's Recommended Patchset Cluster; 13 security fixes |
| Java SE 6 Update 113 | 2016-02-05    | Not available publicly, only available through the Java SE Support program and in Solaris 10's Recommended Patchset Cluster; 1 security fix |
| Java SE 6 Update 115 | 2016-04-21    | Not available publicly, only available through the Java SE Support program and in Solaris 10's Recommended Patchset Cluster; 8 security fixes |
| Java SE 6 Update 121 | 2016-07-19    | Not available publicly, only available through the Java SE Support program and in Solaris 10's Recommended Patchset Cluster; 15 security fixes |
| Java SE 6 Update 131 | 2016-10-18    | Not available publicly, only available through the Java SE Support program and in Solaris 10's Recommended Patchset Cluster; 13 security fixes |
| Java SE 6 Update 141 | 2017-01-17    | Not available publicly, only available through the Java SE Support program and in Solaris 10's Recommended Patchset Cluster; 17 security fixes |
| Java SE 6 Update 151 | 2017-04-18    | Not available publicly, only available through the Java SE Support program and in Solaris 10's Recommended Patchset Cluster; 10 security fixes |
| Java SE 6 Update 161 | 2017-07-18    | Not available publicly, only available through the Java SE Support program and in Solaris 10's Recommended Patchset Cluster; 5 security fixes |
| Java SE 6 Update 171 | 2017-10-20    | Not available publicly, only available through the Java SE Support program and in Solaris 10's Recommended Patchset Cluster; 7 security fixes |
| Java SE 6 Update 181 | 2018-01-16    | Not available publicly, only available through the Java SE Support program and in Solaris 10's Recommended Patchset Cluster; 12 security fixes |
| Java SE 6 Update 191 | 2018-04-17    | Not available publicly, only available through the Java SE Support program and in Solaris 10's Recommended Patchset Cluster; 7 security fixes |
| Java SE 6 Update 201 | 2018-07-17    | Not available publicly, only available through the Java SE Support program and in Solaris 10's Recommended Patchset Cluster; 3 security fixes |

## Java SE 7
A Java 7-et, amely jelentős frissítés volt, a 2011. július 7-én adták ki Dolphin kódnéven, és tették elérhetővé a fejlesztők számára 2011. július 28-án. A fejlesztési periódust 13 mérföldkőbe szervezték és 2011. június 6-án az utolsó 13. mérföldkőt is befejezték. Átlagban 8 build-et (általánosságban ideértve bővítéseket és hibajavítások is) adtak ki mérföldkövenként. A funkció lista az OpenJDK 7 projektben tartalmazza ezen változások nagy részét.
A következő bővítések jelentek meg a Java 7-ben:
- JVM támogatás a dinamikus nyelvekhez az új invokedynamic bájtkód utasítással a JSR-292 alatt,[114] majd nem sokkal ezután elkészültek prototípus munkákkal a több nyelvű virtuális gépen is.
- Tömörített 64-bit mutatók[115] (elérhetők a Java 6-ban is a -XX:+UseCompressedOops-val)[116]
- Apróbb nyelvi változások (csokorba gyűjtve a Coin nevű projekt alatt):[117]
  - Stringek a switch[118]
  - Automatikus erőforrás menedzsment a try-utasításban[119]
  - Továbbfejlesztett type inference a generikus példányok létrehozásához, azaz rombusz operátor <>[120]
  - egyszerűsített változó argumentumszámú (varargs) metódus deklaráció[121]
  - Bináris egész literálok[122]
  - Alulvonások megengedése a numerikus literálokban[123]
  - Több kivétel típus elkapása és újbóli kivételek dobása továbbfejlesztett típus ellenőrzéssel[124]
- Párhuzamos segédosztályok a JSR 166 alatt[125]
- Új fájl I/O könyvtár a platform függetlenség bővítéséhez és támogatás a metaadatokhoz és szimbolikus linkekhez. Az új csomagok a java.nio.file és a java.nio.file.attribute alatt.[126][127]
- Timsort használata a tömbök sorba rendezéséhez a merge sort helyett
- könyvtár-szintű támogatás az elliptikus görbén alapuló kriptografikus algoritmushoz
- XRender csővezeték a Java 2D-hez, amely így javít a feature specifikus kezelésen a modern GPUkon
- Új platform APIk azokhoz a grafikus funkciókhoz, melyek eredetileg a 6u10-ben voltak implementálva, mint támogatott APIk[128]
- Kibővített könyvtár szintű támogatás az új hálózati protokollokhoz, beleértve a SCTP-t és Sockets Direct Protocol-t
- Upstream frissítések az XML-hez és az Unicode-hoz

A Lambda (lambda függvények Java implementációja), Jigsaw (modulok Java implementációja), és a Coin projekt egy részét kihagyták a Java 7-ből. A Java 8 ezekkel hátralévő funkciókkal együtt fog kijönni 2014 tavaszán.

### Java 7 frissítések
Az Oracle negyedévenként tervezi a frissítések kiadását a Java 7-es család esetén.
| Kiadás              | Kiadás dátuma | Főbb jellemzők |
| ------------------- | ------------- | --- |
| Java SE 7           | 2011-07-28    | Első kiadás HotSpot VM 21 |
| Java SE 7 Update 1  | 2011-10-18    | 20 biztonsági javítás, egyéb hibajavítások |
| Java SE 7 Update 2  | 2011-12-12    | Nem tartalmazott biztonsági javításokat; HotSpot VM 22; megbízhatósági és teljesítmény javítás; Solaris 11 és Firefox 5 vagy későbbi verzió támogatása; JavaFX része a Java SE JDK-nek, továbbfejlesztések a webes telepítésű alkalmazásokhoz                                                                                      |
| Java SE 7 Update 3  | 2012-02-14    | 14 biztonsági hibajavítás |
| Java SE 7 Update 4  | 2012-04-26    | Nem tartalmazott biztonsági javításokat; HotSpot VM 23; JDK támogatás a Mac OS X-hoz |
| Java SE 7 Update 5  | 2012-06-12    | 14 biztonsági javítás |
| Java SE 7 Update 6  | 2012-08-14    | JavaFX és Java Access Bridge része lesz a Java SE JDK és JRE installnak, JavaFX támogatás a touch-enabled monitorokhoz és touchpad-okhoz, JavaFX támogatás a Linux-hoz, JDK és JRE támogatás a Mac OS X-hez, JDK az ARM-os Linux-okhoz                                                                                             |
| Java SE 7 Update 7  | 2012-08-30    | 4 biztonsági hibajavítás |
| Java SE 7 Update 9  | 2012-10-16    | 30 biztonsági sebezhetőségi hibajavítás |
| Java SE 7 Update 10 | 2012-12-11    | Új biztonsági funkciók, mint pl. az a képesség, hogy letiltható bármelyik böngészőben futó Java alkalmazás és új dialógus ablak, amely figyelmeztet, amikor a JRE nem biztonságos, további hibajavítások |
| Java SE 7 Update 11 | 2013-01-13    | Olson Data 2012i, hibajavítások a plugin regisztrációkor jelentkező problémákra olyan rendszerek esetén, ahol JavaFX standalone verziója van telepítve, biztonsági hibajavítások a CVE-2013-0422-hez; az alapértelmezett biztonsági szint a Java applet-ek és web start alkalmazások számára "Medium"-ról "High"-ra lett megemelve |
| Java SE 7 Update 13 | 2013-02-01    | 50 biztonsági hibajavítás |
| Java SE 7 Update 15 | 2013-02-19    | 5 biztonsági hibajavítás |
| Java SE 7 Update 17 | 2013-03-04    | 2 biztonsági hibajavítás |
| Java SE 7 Update 21 | 2013-04-16    | Számos változtatás, összesen 42 biztonsági hibajavítás, egy új szerver jre, amely nem tartalmazza a plugint és a JDK Linuxra ARM-ont |
| Java SE 7 Update 25 | 2013-06-18    | Számos változás, összesen 40 biztonsági hibajavítás |
| Java SE 7 Update 40 | 2013-09-10    | Új biztonsági funkciók, hardfloat ARM, Java Mission Control és Retina Display támogatás |
| Java SE 7 Update 45 | 2013-10-15    | 51 biztonsági hibajvítás, Védelem a jogtalan Java alkalmazások redistribution ellen, biztonsági parancssorok visszaállítása, JAXP változások, megváltozott a TimeZone.setDefault. |
| Java SE 7 Update 51 | 2014-01-14    | 36 biztonsági hibajavítás |
| Java SE 7 Update 55 | 2014-04-15    | 37 biztonsági hibajavítás |
| Java SE 7 Update 60 | 2014-05-28    | 130 hibajavítás |
| Java SE 7 Update 65 | 2014-07-15    | 18 hibajavítás |
| Java SE 7 Update 67 | 2014-08-04    | 1 hibajavítás |
| Java SE 7 Update 71 | 2014-10-14    | 16 hibajavítás |
| Java SE 7 Update 72 | 2014-10-14    | Ugyanaz a kiadási dátuma, mint az Update 71-nek, mint a Patch Set Update (PSU) for Java SE 7-nek, 36 hibajavítás |
| Java SE 7 Update 75 | 2015-01-19    | 12 hibajavítás, alapértelmezetten SSLv3 tiltása |
| Java SE 7 Update 76 | 2015-01-19    | Ugyanaz a kiadási dátum, mint a Update 75 csak a vonatkozó Patch Set Update (PSU) a Java SE 7-hez, 97 hibajavítás |
| Java SE 7 Update 79 | 2015-04-14    | 21 biztonsági javítás, 6 hibajavítás, |
| Java SE 7 Update 80 | 2015-04-14    | A Java 7 utolsó nyilvános kiadása; ugyanaz a kiadási dátum, mint a Update 79 a vonatkozó Patch Set Update (PSU) a Java SE 7-hez, 104 hibajavítás |
| Java SE 7 Update 85 | 2015-07-15    | Nyilvánosan nem elérhető, csak Java SE Support programon keresztül érhető el és a Solaris 10 Recommended Patchset Cluster-hez; 25 biztonsági javítás |

## Java SE 8
Java 8-at (kódnév: Spider) 2014 márciusára várják, és tartalmazni fog olyan funkciókat, melyeket a Java 7-be terveztek megjelentetni, de bevezetésüket később elhalasztották.
A fejlesztési build-eket heti rendszerességgel publikálják, ezeknek csak az új funkciók kiértékelésénél/megismerésekor van szerepük.

### Java 8 frissítések
| Kiadás               | Dátum      | Főbb jellemzők |
| -------------------- | ---------- | --- |
| Java SE 8            | 2014-03-18 | Első kiadás |
| Java SE 8 Update 5   | 2014-04-15 | A "*" használata a Caller-Allowable-Codebase attribútumokban; hibajavítások |
| Java SE 8 Update 11  | 2014-07-15 | Java Dependency Analysis Tool (jdeps); Java Control Panel sponzor letiltázi opció; JAR fájl attribútum – Entry-Point; JAXP processing limit property – maxElementDepth; 18 biztonsági hibajavítás |
| Java SE 8 Update 20  | 2014-08-19 | |
| Java SE 8 Update 25  | 2014-10-14 | |
| Java SE 8 Update 31  | 2015-01-19 | 26 hibajavítás. SSLv3 alapértelmezett tiltása. |
| Java SE 8 Update 40  | 2015-03-03 | Memória nyomás jelzése, hogy segítsen jelezni, hogy mennyi rendszer memória érhető még el (alacsony nyomás = sok memória, magas nyomás = kevés memória).                                          |
| Java SE 8 Update 45  | 2015-04-14 | 13 hibajavítás |
| Java SE 8 Update 51  | 2015-07-14 | Windows Platformonokon natív homokozó támogatás hozzáadása (alapból tiltott); továbbá 25 biztonsági javítás, 14 hibajavítás                                                                       |
| Java SE 8 Update 60  | 2015-08-18 | 480 hibajavítás |
| Java SE 8 Update 65  | 2015-10-20 | 25 biztonsági javítás, 3 hibajavítás |
| Java SE 8 Update 66  | 2015-11-16 | 15 hibajavítás |
| Java SE 8 Update 71  | 2016-01-19 | 8 biztonsági javítás, 5 hibajavítás |
| Java SE 8 Update 72  | 2016-01-19 | 8 biztonsági javítás, 5 hibajavítás, számos bővítés |
| Java SE 8 Update 73  | 2016-02-03 | 1 biztonsági javítás |
| Java SE 8 Update 74  | 2016-02-03 | 1 biztonsági javítás |
| Java SE 8 Update 77  | 2016-03-23 | 1 biztánsági javítás |
| Java SE 8 Update 91  | 2016-04-19 | 9 biztonsági javítás, 4 hibajavítás és bővítések |
| Java SE 8 Update 92  | 2016-04-19 | Biztonsági- és hibajavítás a 8u91-ből, plusz 76 kiegészítő hibajavítás; az ExitOnOutOfMemoryError és CrashOnOutOfMemoryError kapcsoló bevezetése                                                  |
| Java SE 8 Update 101 | 2016-07-19 | Biztonsági- és hibajavítás a 8u92-höz képest, plusz 9 kiegészítő hibajavítás |
| Java SE 8 Update 102 | 2016-07-19 | Biztonsági és hibajavítás a 8u101-hoz képest, plusz 118 kiegészítő hibajavítás |
| Java SE 8 Update 111 | 2016-10-18 | 7 Biztonsági javítás és 9 hibajavítás |
| Java SE 8 Update 112 | 2016-10-18 | Kiegészítő funkciók és 139 hibajavítás a 8u111-höz képest |
| Java SE 8 Update 121 | 2017-01-17 | 3 kiegészítő funkció, 5 változtatás és 11 hibajavítás a 8u112-hoz képest. |
| Java SE 8 Update 131 | 2017-04-18 | 4 változás és 42 hibajavítás (2 jelentős). |
| Java SE 8 Update 141 | 2017-07-18 | Kiegészítő funkció, 3 változtatás és 12 hibajavítás. |
| Java SE 8 Update 144 | 2017-07-26 | 32 biztonsági és hibajavíáts a 8u141-hez képest. |
| Java SE 8 Update 151 | 2017-10-17 | 22 biztonsági javítás, 2 jelzett, 1 tanúsítvány visszavonás, 1 új funkció, 6 változtatás és 24 hibajavítás a 8u144-hoz képest.                                                                    |
| Java SE 8 Update 152 | 2017-10-17 | Biztonsági javítások, 1 új funkció, 1 változtatás és 238 hibajavítás a 8u151-hoz képest (1 jelentős).                                                                                             |
| Java SE 8 Update 161 | 2018-01-16 | 21 biztonsági javíáts, 3 új funkció, 9 változtatás és 1 hibajavítás a 8u152-hoz képest. |
| Java SE 8 Update 162 | 2018-01-16 | Biztonsági javítások, 63 hibajavítás. |
| Java SE 8 Update 171 | 2018-04-17 | Biztonsági- és hibajavítások. |
| Java SE 8 Update 172 | 2018-04-17 | Biztonsági- és hibajavítások. |
| Java SE 8 Update 181 | 2018-07-17 | Biztonsági- és hibajavítások. |

## Java SE 9
A JavaOne 2011-en az Oracle nyilvánosságra hozta azokat a funkciókat, melyek a remények szerint benne lesznek a 2016-ban kiadandó Java 9-ben. Ezek többek közt: jobb támogatás a sok gigabájtos heap-eknek, jobb natív kód integráció és önmagát hangolni tudó JVM.

### Java 9 frissítések
| Kiadás        | Kiadás dátuma | Főbb jellemzők                                                                   |
| ------------- | ------------- | -------------------------------------------------------------------------------- |
| Java SE 9     | 2017-09-21    | Első kiadás                                                                      |
| Java SE 9.0.1 | 2017-10-17    | 2017 Október biztonsági javítások és kritikus hibajavítások                      |
| Java SE 9.0.4 | 2018-01-16    | JDK 9 utolsó kiadása; 2018. januári biztonsági javítás és kritikus hibajavítások |

## Java SE 10
Egyes vélekedések szerint el fogják távolítani végleg a primitív adattípusokat és tovább haladnak a 64 bitesen címezhető tömbök felé, hogy támogatni tudják a nagy adathalmazokat.

### Java 10 frissítések
| Kiadás         | Kiadás dátuma | Főbb jellemzők                                                 |
| -------------- | ------------- | -------------------------------------------------------------- |
| Java SE 10     | 2018-03-20    | Első kiadás                                                    |
| Java SE 10.0.1 | 2018-04-17    | Biztonsági hibajavítások, 5 hibajavítás                        |
| Java SE 10.0.2 | 2018-07-17    | JDK 10 utolsó kiadása; Biztonsági hibajavítások, 7 hibajavítás |

## Java SE 11
A 2018. szeptember 25-én kiadták a JDK 11-et  és a verzió jelenleg nyitott a hibajavításokra. A Java 11 nagy számú új funkciót tartalmaz, mint például:
- JEP 309: dinamikus classfájl konstansok[232]
- JEP 318: epsilon: egy No-Op szemétgyüjtő[233]
- JEP 323: helyi változó szintaxis a Lambda parameterekhez[234]
- JEP 331: alacsony-túlterhelési heap profiling[235]
- JEP 321: új HTTP kliens (Standard)[236]
- JEP 332: Transport Layer Security (TLS) 1.3[237]
- JEP 328: felvételkészítés röptében[238]
- JavaFX, Java EE és CORBA modulokat eltávolították a JDK-ból.[239]

… többek között.

### Java 11 frissítések
| Kiadás          | Kiadás dátuma | Főbb funkciók |
| --------------- | ------------- | --- |
| Java SE 11      | 2018-09-25    | Első kiadás |
| Java SE 11.0.1  | 2018-10-16    | Biztonsági- és hibajavítások                                                                                     |
| Java SE 11.0.2  | 2019-01-15    | Biztonsági- és hibajavítások                                                                                     |
| Java SE 11.0.3  | 2019-04-16    | Új funkciók, biztonsági- és hibajavítások                                                                        |
| Java SE 11.0.4  | 2019-07-16    | Új funkciók, biztonsági- és hibajavítások; HotSpot Windows OS Detection Correctly Identifies Windows Server 2019 |
| Java SE 11.0.5  | 2019-10-15    | Új funkciók, biztonsági- és hibajavítások                                                                        |
| Java SE 11.0.6  | 2020-01-14    | Új funkciók, biztonsági- és hibajavítások                                                                        |
| Java SE 11.0.7  | 2020-04-14    | Új funkciók, biztonsági- és hibajavítások                                                                        |
| Java SE 11.0.8  | 2020-07-14    | Új funkciók, biztonsági- és hibajavítások                                                                        |
| Java SE 11.0.9  | 2020-10-20    | Új funkciók, biztonsági- és hibajavítások                                                                        |
| Java SE 11.0.10 | 2021-01-19    | Új funkciók, biztonsági- és hibajavítások                                                                        |
| Java SE 11.0.11 | 2021-04-20    | Új funkciók, biztonsági- és hibajavítások                                                                        |
| Java SE 11.0.12 | 2021-07-20    | Új funkciók, biztonsági- és hibajavítások                                                                        |
| Java SE 11.0.13 | 2021-10-19    | Új funkciók, biztonsági- és (93 db) hibajavítások                                                                |
| Java SE 11.0.14 | 2022-01-18    | Új funkciók, biztonsági- és (71 db) hibajavítások                                                                |
| Java SE 11.0.15 | 2022-04-19    | Új funkciók, biztonsági- és (81 db) hibajavítások                                                                |
| Java SE 11.0.16 | 2022-07-19    | Új funkciók, biztonsági- és (74 db) hibajavítások                                                                |
| Java SE 11.0.17 | 2022-10-18    | Új funkciók, biztonsági- és (118 db) hibajavítások                                                               |
| Java SE 11.0.18 | 2023-01-17    | Új funkciók, biztonsági- és (58 db) hibajavítások                                                                |
| Java SE 11.0.19 | 2023-04-18    | Új funkciók, biztonsági- és (55 db) hibajavítások                                                                |
| Java SE 11.0.20 | 2023-07-18    | Új funkciók, biztonsági- és (43 db) hibajavítások                                                                |
| Java SE 11.0.21 | 2023-10-17    | Új funkciók, biztonsági- és (29 db) hibajavítások                                                                |
| Java SE 11.0.22 | 2024-01-16    | Új funkciók, biztonsági- és (29 db) hibajavítások                                                                |

## Implementációk
Az OpenJDK egy szabad és nyílt forráskódú implementációja a Java Platform, Standard Edition (Java SE)-nek.
Az OpenJDK előtt számos Szabad forráskódú Java implementáció készült, számos cég és csoportosulás (pl. Apache Harmony) által. Az IBM szintén kiadott néhány JVM Java implementációt, a Red Hat pedig az IcedTea projekt keretében adott ki egy build-et és járult hozzá egy integrációs projekttel az OpenJDK-hoz.

## Fordítás
Ez a szócikk részben vagy egészben  a   Java version history című angol Wikipédia-szócikk ezen változatának fordításán alapul.  Az eredeti cikk szerkesztőit annak laptörténete sorolja fel. Ez a jelzés csupán a megfogalmazás eredetét és a szerzői jogokat jelzi, nem szolgál a cikkben szereplő információk forrásmegjelöléseként.